# Louis Joseph Alcide Railliet
Louis Joseph Alcide Railliet (Neuville-lès-Wassigny (Ardenes), França, 11 de març de 1852 — Saint-Germain-sur-Morin (Sena i Marne), França, 25 de desembre de 1930), més conegut com a Alcide Railliet, fou un veterinari, parasitòleg i zoòleg francès.
Va ser professor d'història natural a l'École nationale vétérinaire d'Alfort i se'l considera un dels pares de la parasitologia moderna. A ell li devem la mateixa paraula «parasitologia», que va utilitzar per primera vegada el 1886 en un article al Recueil de médecine vétérinaire de l'escola d'Alfort. El terme fou ràpidament adaptat i traduït a tots els idiomes per designar aquesta nova ciència.
Railliet va presidir la Société zoologique de France el 1891, va rebre la Legió d'Honor i va ser membre de l'Académie Nationale de Médecine francesa des de desembre de 1896 fins a la seva mort.
Nombrosos gèneres, espècies i altres categories taxonòmiques d'animals paràsits porten el nom de Railliet en honor seu. Gèneres com Raillietia, Raillietina o Raillietiella, espècies com Amidostomum raillieti, Angiocaulus raillieti o Aspidodera raillieti i altres nematodes de la família Dirofilaria.